# Gnophomyia fraternoides
Gnophomyia fraternoides är en tvåvingeart som beskrevs av Alexander 1927. Gnophomyia fraternoides ingår i släktet Gnophomyia och familjen småharkrankar. Inga underarter finns listade i Catalogue of Life.